# Sphenopsalis
Sphenopsalis – monotypowy rodzaj wymarłego ssaka z rodziny Taeniolabididae. Jedyny gatunek to S. nobilis. Występował w środkowej Azji w paleocenie. Szczątki pochodzą z górnopaleoceńskiej warstwy geologicznej z Gashato and Nomogen w Mongolii i Chińskiej Republice Ludowej. Obecnie okaz znajduje się w Nowym Jorku pod opieką Amerykańskiego Muzeum Historii Naturalnej.
Etymologia nazwy rodzajowej: gr. σφην sphēn, σφηνος sphēnos „klin”; ψαλις psalis, ψαλιδος psalidos „nożyczki”.